# William D. Whitney
William Dwight Whitney (Northampton, Massachusetts, 9 de febrero de 1827 - New Haven, Connecticut, 7 de junio de 1894), filólogo, lingüista y orientalista estadounidense.

## Biografía
Hijo de un banquero y de la hija de un importante hombre de negocios, se graduó en la universidad de Williams de su estado, donde se inclinó en un principio por las ciencias naturales, en particular la Botánica y la Climatología. Su interés por el sánscrito se despertó en 1848 y desde entonces estudió filología. Tras un breve curso en Yale con el profesor Edward Elbridge Salisbury (1814-1901), entonces el único orientalista de los Estados Unidos, Whitney fue a Alemania (1850) y estudió tres años en Berlín con los comparatistas Albrecht Weber, Franz Bopp y el egiptólogo Karl Richard Lepsius, y en Tubingen (dos semestres del verano) con Rudolf Roth. Volvió a Estados Unidos en 1853 y en 1854 fue nombrado profesor de sánscrito en Yale hasta 1869, en que se hizo cargo también de la asignatura de gramática comparada. Dio clases asimismo de francés y alemán en esta universidad hasta 1867, y en la Escuela Científica de Sheffield hasta 1886. Declinó en 1869 ser profesor en Harvard. Fue miembro de numerosas academias y sociedades científicas y obtuvo muchos honores, entre ellos, en 1870, el primer premio Bopp de la Academia de Ciencias de Berlín a la más importante contribución a la filología durante el trienio antecedente por su edición del Taittiriya-Praticakhya (Journal of the American Oriental Society, vol. ix). Escribió además A Sanskrit Grammar, Including both the Classical Language and the Older Dialects of Veda and Brahmana (1879) y anticipó en 1867, antes que Ferdinand de Saussure, el estudio sobre el carácter arbitrario del signo lingüístico. Entre sus obras destaca también La vie du langage, París, 1875 y A Commendious German Grammar.

## Obras
- Language and the Study of Language: Twelve Lectures on the Principles of Linguistic Science  (1867)
- On the Material and Form in Language (1872)
- Oriental and Linguistic Studies - First Series: The Veda, The Avesta, The Science of Language (1872)
- Oriental and Linguistic Studies - Second Series: The East and West, Religion and Mythology, Hindu Astronomy (1874)
- Darwinism and Language (1874)
- The Life and Growth of Language: An Outline of Linguistic Science (1875)
- Essentials of English Grammar for the Use of Schools (1877)
- Sanskrit Grammar: Including Both the Classical Language, and the Older Dialects, of Veda and Brahmana (1879, 2d edn. 1889)
- Language and its Study: with Special Reference to the Indo-European (lectures) (1880)
- Logical Consistency in Views of Language (1880)
- Mixture in Language (1881)
- The Roots, Verb-forms and Primary Derivatives of the Sanskrit Language (supplement to Sanskrit Grammar) (1885)
- Practical French Grammar (1887)
- A Compendious German and English Dictionary (1887)
- The Century Dictionary (editor) (1889-1891)
- Introductory French Reader (1891)
- Max Müller's Science of Language (1893)
- Atharva Veda Samhita 3 vol. (traductor)
- The History of Sanskrit Grammar (Indian reprint edition of Sanskrit Grammar)
- Manuscript Diary (reimpresión)
- Oriental and Linguistic Essays
- On the Vedas
- Whitney on Language: Selected Writings of William Dwight Whitney